# Brenac
Brenac é uma ex-comuna francesa na região administrativa de Languedoc-Roussillon, no departamento de Aude. Estendeu-se por uma área de 13,66 km². Em 2010 a comuna tinha 203 habitantes (densidade: 14,9 hab./km²). Em 1 de janeiro de 2016 foi fundida com a comuna de Quillan.